# Rossano Rossetti
Rossano Rossetti (Chiaravalle, 28 settembre 1960) è un giocatore di biliardo italiano.
Vincitore di parecchie gare nazionali ed interregionali è anche istruttore federale e maestro di Riccardo Barbini. 
Nell'ambiente biliardistico viene definito un piazzato sicuro per la regolarità di rendimento, grazie ad un gioco non molto spettacolare, ma concreto.

## Palmarès
I principali risultati
- 1999 Campionato italiano categoria Nazionali (Saint Vincent)
- 2001 Campionato italiano categoria Nazionali (Saint Vincent)
- 2006 Campionato italiano a Squadre (Saint Vincent)
- 2008 Campionato Europeo per Nazioni a Squadre
- 2011 Terzo Classificato Campionato Italiano Professionisti (Saint Vincent)
- 2013 Secondo Classificato Campionato Italiano Professionisti (Saint Vincent)
- 2014 Campionato italiano a Squadre (Saint Vincent)
- 2016 Campione europeo per nazioni a squadre (Herstal)
- 2022 Campione italiano a Coppie Miste (Saint Vincent)